# Toby Gard
Toby Gard er en computerspilsdesigner, og skaberen af Lara Croft og Tomb Raider-serien. 
Gard forlod Core Design under udviklingen af Tomb Raider II som følge af uoverensstemmelser vedrørende markedsføringen af spilserien og hovedpersonen.
Da Crystal Dynamics overtog serien fra Core Design, bidrog Gard til udviklingen af Lara Croft Tomb Raider: Legend, der essentielt er en genskabelse af spilserien.
Han fungerede som "cinematic director" på Tomb Raider: Underworld.